# Camellia mairei
Camellia mairei là một loài thực vật có hoa trong họ Theaceae. Loài này được (H.Lév.) Melch. mô tả khoa học đầu tiên năm 1925.